# ويليام جلان (لاعب كرة قدم)
ويليام جلان (بالإنجليزية: William Glen)‏ هو لاعب كرة قدم أيرلندي، ولد في 28 يوليو 1903 في دبلن في جمهورية أيرلندا، وتوفي بنفس المكان في 29 مايو 1981. شارك مع منتخب أيرلندا لكرة القدم. أما مع النوادي، فقد لعب مع نادي شامروك روفرز ونادي شيلبورن.

## روابط خارجية
- ويليام جلان على موقع قاعدة بيانات كرة القدم.إي يو (الإنجليزية)
- ويليام جلان على موقع ناشيونال فوتبول تيمز (الإنجليزية)